# Гатсонвілл (Іллінойс)
Гатсонвілл (англ. Hutsonville) — селище (англ. village) в США, в окрузі Кроуфорд штату Іллінойс. Населення — 478 осіб (2020).

## Географія
Гатсонвілл розташований за координатами 39°6′30″ пн. ш. 87°39′39″ зх. д. / 39.10833° пн. ш. 87.66083° зх. д. (39.108347, -87.660807).  За даними Бюро перепису населення США в 2010 році селище мало площу 1,61 км², уся площа — суходіл.

## Демографія
Згідно з переписом 2010 року, у селищі мешкали 554 особи в 230 домогосподарствах у складі 143 родин. Густота населення становила 343 особи/км².  Було 258 помешкань (160/км²).
Расовий склад населення:
| - 95,1 % — білих - 1,8 % — чорних або афроамериканців - 1,6 % — корінних американців |

До двох чи більше рас належало 0,5 %. Частка іспаномовних становила 1,3 % від усіх жителів.
За віковим діапазоном населення розподілялося таким чином: 19,0 % — особи молодші 18 років, 63,1 % — особи у віці 18—64 років, 17,9 % — особи у віці 65 років та старші. Медіана віку мешканця становила 45,6 року. На 100 осіб жіночої статі у селищі припадало 121,6 чоловіків;  на 100 жінок у віці від 18 років та старших — 126,8 чоловіків також старших 18 років.
Середній дохід на одне домашнє господарство  становив 59 017 доларів США (медіана — 48 875), а середній дохід на одну сім'ю — 70 457 доларів (медіана — 55 714). Медіана доходів становила 54 375 доларів для чоловіків та 41 250 доларів для жінок. За межею бідності перебувало 14,3 % осіб, у тому числі 11,3 % дітей у віці до 18 років та 9,2 % осіб у віці 65 років та старших.
Цивільне працевлаштоване населення становило 226 осіб. Основні галузі зайнятості: освіта, охорона здоров'я та соціальна допомога — 31,9 %, виробництво — 21,7 %, роздрібна торгівля — 12,4 %, науковці, спеціалісти, менеджери — 4,9 %.